# Joan Cid i Mulet
Joan Cid i Mulet (Jesús, Tortosa, 2 d'abril de 1907 – Mèxic, 10 de gener de 1982) fou un polític, escriptor de tots els gèneres, historiador i periodista ebrenc. Va ser un funcionari de l'Ajuntament de Tortosa, essent-ne regidor per Acció Catalana entre els anys 1936-1937.

## Biografia
Cid i Mulet perfila una nova visió política de Tortosa, i del seu territori, que en aquell moment és pionera i va reivindicar una nova ordenació territorial catalana que desvinculés Tortosa de Tarragona, amb l'objectiu que les Terres de l'Ebre fossin un territori amb una identitat reconeguda administrativament en el si del nostre país. Una divisió territorial aprovada durant l'agost del 1936 que reconeixia la Regió de l'Ebre, però que l'esclat de la guerra va frustrar-ne de ple el desplegament.
El 1936 va ser nomenat delegat a Tortosa de la Generalitat de Catalunya del Servei de Salvament i Recuperació del Patrimoni artístic arran l'esclat de la Guerra Civil Espanyola. Per aquesta tasca comptà, entre d'altres, amb mossèn Eduard Solé Lleixà.
De l'11 al 14 de juliol de 1937 va prendre part en el II Congrés Internacional d'Escriptors Antifeixistes que va celebrar-se a Barcelona, durant aquest esdeveniment es va realitzar un acte d'afirmació antifeixista al Palau de la Música Catalana i es va inaugurar una exposició del llibre al Casal de la Cultura.
Després de la sagnant Batalla de l'Ebre que va causar l'enfonsament definitiu de l'excèrcit republicà, va iniciar-se la darrera etapa del conflicte bèl·lic, i Cid i Mulet, en el seu paper com a català republicà i perdedor de la guerra va haver d'exiliar-se. Va estar intern al camp de refugiats d'Argelers (Rosselló)
El 1941, residint al carrer de la rue de l'Ange de Perpinyà, va reprendre la seua producció literària -encetada abans de la proclamació de la II República- amb la redacció d'una novel·la sobre els desastres de la guerra civil titulada Destins, que no va veure la llum fins al 1947 ja en terres mexicanes. El 8 de setembre de 1942 va embarcar-se des del port de Marsella, juntament amb altres passatgers –entre els quals hi era Artur Bladé i Desumvila– al vaixell Maréchal Lyautey amb destinació a Casablanca (Marroc), on havien d'agafar el vaixell Nyassa, destí a Veracruz. A Mèxic va continuar la seua carrera literària conreant la llengua nadiua, així com la castellana, que li va permetre poder viure econòmicament de les lletres. També va participar en la redacció dels números de la Revista de Catalunya que s'editaren en aquest país, i en nombroses publicacions i pamflets lligats als corrents culturals catalans a l'exili. Va realitzar diverses adaptacions cinematogràfiques, i va prendre part de la ràdio mexicana amb l'emissió de l'històric programa L'Hora Catalana.
En català va publicar, a banda de Destins, el conte En Patufet a les Amèriques; mentre que en llengua castellana va editar l'opuscle Cataluña en la Feria del Libro (1944), l'assaig La literatura Catalana (1946) i les novel·les sobre la cruesa de l'exili La Ruta Incógnita (1945) i Nosotros los locos del 1948. El gran reconeixement però li va venir sobretot amb la publicació el 1954 de México en un himno Génesis e historia del himno nacional, reeditat en 6 ocasions en un àlbum de 3 long plays i música del també català Jaume Nunó.
Va estar estretament lligat a les activitats organitzades per l'Orfeó Català de Mèxic i va prendre part en diverses empreses enciclopèdiques fins que va editar en vuit volums el 1962 El libro de oro del fútbol mexicano, que li va valer ser nomenat Cronista Vitalici de la Federació Mexicana de Futbol i la Medalla al mèrit esportiu. Va continuar el seu paper d'historiador esportiu amb les obres: Historia del Club Deportivo Toluca, Los Campeones del Fútbol Mexicano i Historia de la Segunda División. Un altre dels càrrecs que va excercir amb il·lusió i empenta va ser el de secretari de l'Institut Català de Cultura (ICC), presidit per Pere Bosch i Gimpera. Va ser un dels actius dirigents de Comunitat Catalana, un organisme que havia de coordinar l'actuació política dels diferents partits catalanistes des de l'exili.
A Tortosa, el novembre de 1981, l'editorial Dertosa, dirigida per Ramon Miravall, va publicar la segona edició de Destins. Finalment, a títol pòstum, va ser publicat el manuscrit La Guerra civil i la revolució a Tortosa: 1936-1939 (Publicacions de l'Abadia de Montserrat, 2001), que havia deixat inèdit. Les seues cendres van ser dipositades, per desig personal, al cementiri de la localitat de Jesús l'any 1990.
Des de l'any 2007, la població natal de Joan Cid i Mulet organitza la Fira literària Joan Cid i Mulet amb l'objectiu d'homenatjar i fer memòria del seu jesusenc més il·lustre i d'oferir un espai de trobada a tots als diferents actors del fet literari de les Terres de l'Ebre, des de les llibreries, biblioteques, editorials i escriptors.

## Obra publicada[1]
- El silenci de Nuri. Tortosa: Vida Tortosina, 1927.
- A l'ombra del Montsià : novel·la. Tortosa : Vida tortosina, 1933 (impremta Nova)
- Roses blanques. Tortosa : Vida tortosina, 1934.
- Rosa Maria. Tortosa : impremta Nova, 1935.
- Les ales del neguit. Tortosa: Vida tortosina, 1937.
- Cataluña en la Feria del Libro. Ciutat de Mèxic: Publicacions Atlántida, 1944.
- La Ruta incógnita. México D.F : Publicaciones Atlántida, 1945.
- La Literatura catalana. Saltillo: Ateneu Saltillo Ribé, 1946.
- Nosotros los locos. México D.F : Publicaciones Atlántida, 1948.
- México en un Himno. Ciutat de Mèxic: Ed. Divulgación, 1954.
- El libro de Oro del fútbol mexicano. Ciutat de Mèxic: Ed. Costa-Amic, 1962.
- Lo que debe saber de fútbol. Ciutat de Mèxic: WM Jackson, 1973.
- Historia del Club Deportivo Toluca. Toluca: Club Deportivo Toluca, 1977.
- Historia de la segunda división profesional de ascenso. Ciutat de Mèxic: Ed. Costa-Amic, 1980.
- Destins. Tortosa : Dertosa, DL 1981 (Cooperativa Gràfica Dertosense)
- La Guerra civil i la revolució a Tortosa : 1936-1939. Barcelona : Abadia de Montserrat, 2001.
- Obres completes. [Tortosa] : EMD Jesús, DL 2008.